# Mesocricetus
Mesocricetus là một chi động vật có vú trong họ Cricetidae, bộ Gặm nhấm. Chi này được Nehring miêu tả năm 1898. Loài điển hình của chi này là Cricetus nigricans Brandt, 1832 (= Cricetus raddei Nehring, 1894).

## Hình ảnh

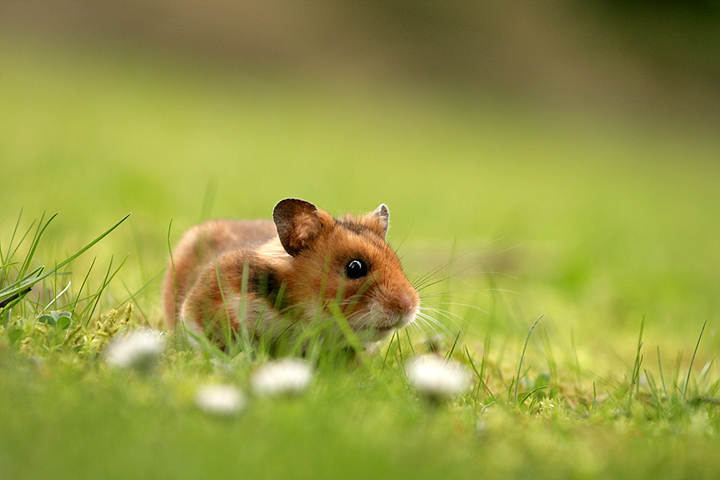
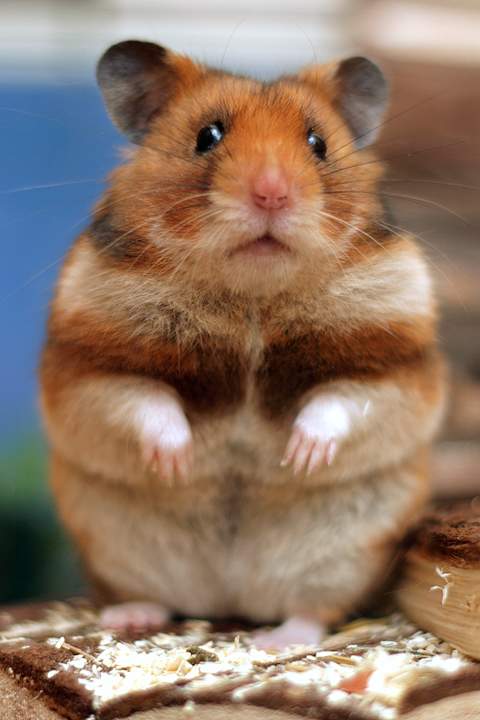
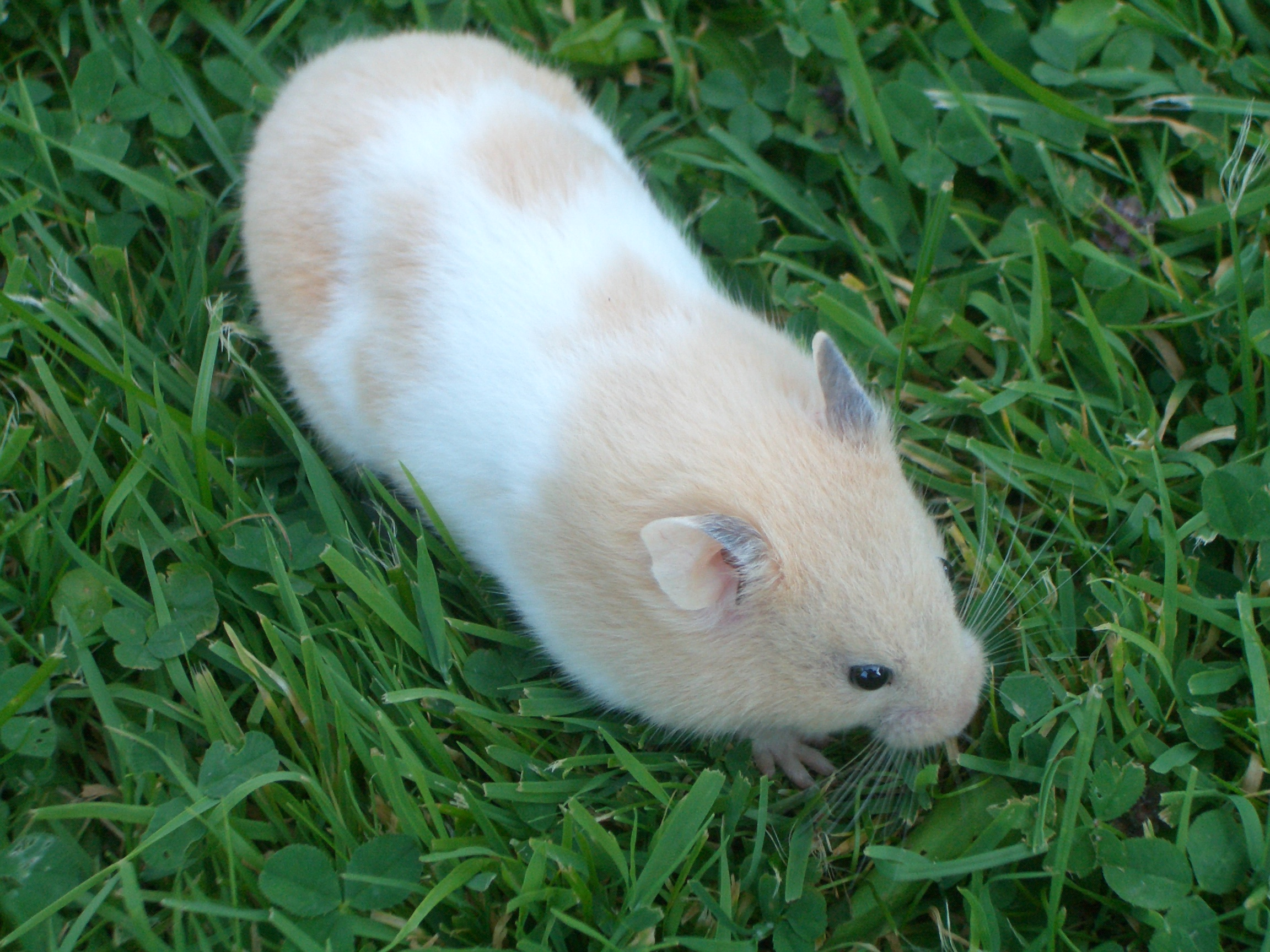

## Các loài
Chi này gồm các loài: